# Kats

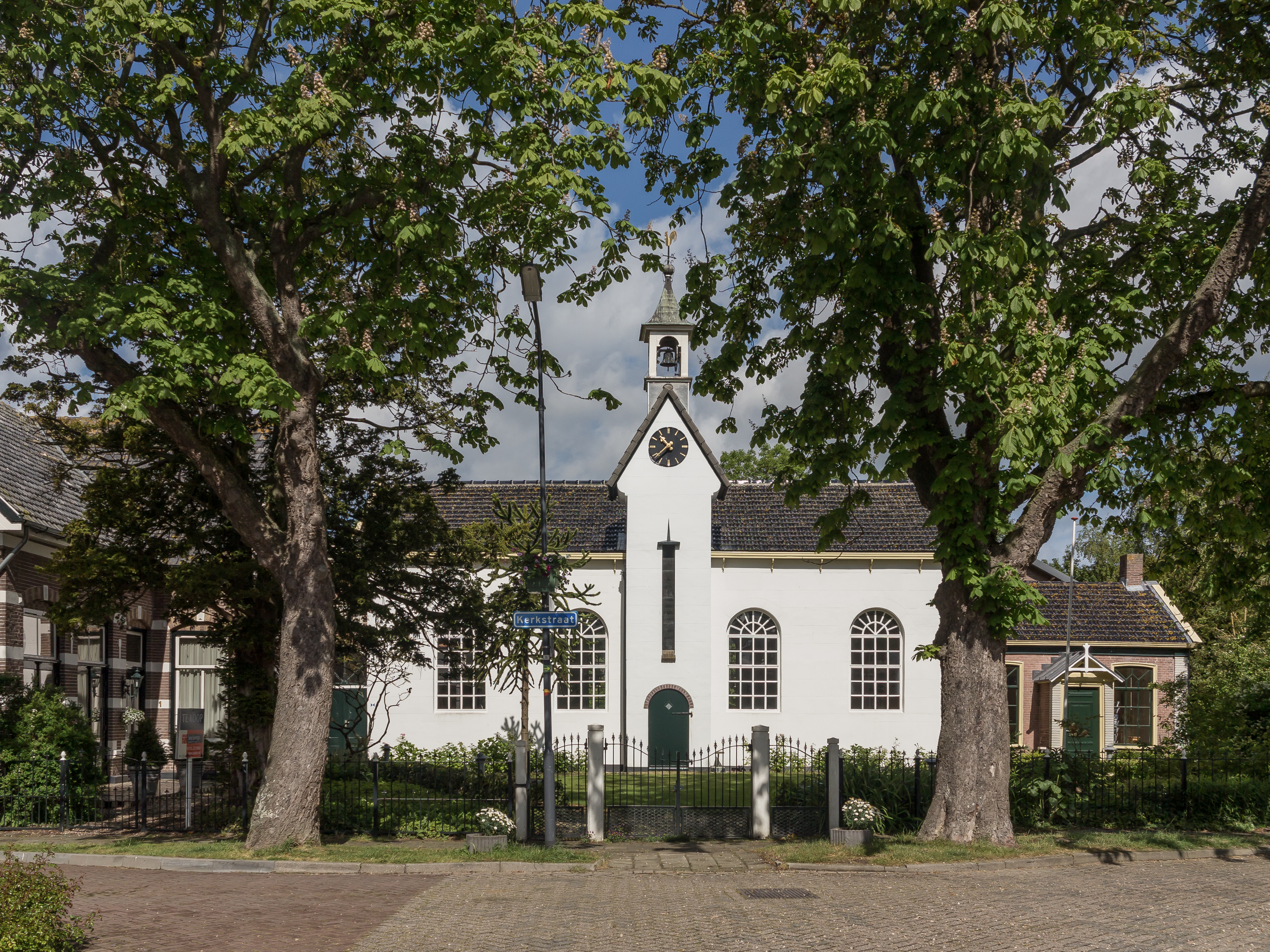
Kats, église protestante.

Kats est un village appartenant à la commune néerlandaise de Beveland-du-Nord, situé dans la province de la Zélande. Le 1er janvier 2003, le village comptait 430 habitants.
Kats était une commune indépendante jusqu'au 1er avril 1941. À cette date, la commune a été rattachée à Kortgene.